# Villa Serrana
Pour les articles homonymes, voir Serrana (homonymie).
Villa Serrana est une ville de l'Uruguay située dans le département de Lavalleja. Sa population est de 71 habitants.

## Histoire
La ville a été fondée en 1946.

## Population
| Année | Population |
| ----- | ---------- |
| 1963  | 112        |
| 1975  | 113        |
| 1985  | 56         |
| 1996  | 80         |
| 2004  | 71         |

Référence,.